# Piper ascendentispicum
Piper ascendentispicum är en pepparväxtart som beskrevs av William Trelease. Piper ascendentispicum ingår i släktet Piper och familjen pepparväxter. Inga underarter finns listade i Catalogue of Life.